# Gabriele Neumann
Gabriele Neumann (* 29. Juli 1963 in Hagen) ist eine deutsche Sportpsychologin und ehemalige Basketballspielerin.

## Leben
Von 1984 bis 1987 spielte Neumann für die Basketball-Damen der University of Oregon, während sie an der Hochschule in den Vereinigten Staaten Psychologie studierte. In sämtlichen drei Spielzeiten führte die Centerspielerin die „Ducks“ in der statistischen Kategorie „Rebounds pro Spiel“ an sowie 1984/85 und 1985/86 auch in „Blocks pro Spiel“. Insgesamt brachte es Neumann auf 84 Einsätze in der NCAA, in denen sie im Schnitt 13,4 Punkte, 7,4 Rebounds und 1,3 Blocks je Begegnung erzielte. Sie spielte jahrelang in der Damen-Basketball-Bundesliga, mit der DJK Agon 08 Düsseldorf war sie auch im Europapokal vertreten. Neumann bestritt zwischen Juni 1981 sowie Dezember 1989 84 A-Länderspiele für Deutschland. 1983 nahm sie mit der bundesdeutschen Auswahl an der Europameisterschaft in Ungarn teil und war im Turnierverlauf mit durchschnittlich zehn Punkten je Partie drittbeste deutsche Korbschützin.
Neumann wurde am Institut für Sportspiele der Deutschen Sporthochschule Köln als wissenschaftliche Mitarbeiterin tätig. 1992 wurde an der Sporthochschule ihre Doktorarbeit (Titel: „Zur Karriereentwicklung im Basketball - eine empirische Studie zu ausgewählten sozialisations-, interaktions- und motivationsbezogenen Aspekten bei weiblichen Basketballspielern“) angenommen. Anschließend war sie wissenschaftlich auch an der Fakultät für Sportwissenschaft der Ruhr-Universität Bochum tätig. In dieser Zeit arbeitete sie unter anderem leitend an den Forschungsprojekten „Sportpsychologie in der DDR. Bilanz einer 40jährigen Geschichte“, „Physische und psychosoziale Integrationsförderung von körperbehinderten Erwachsenen mit unterschiedlichem Lähmungsgrad durch gemeinsames Sporttreiben anhand des Beispieles Rollstuhlbasketball“ und „Das Basketball FundaMental Training: Psychologische Wettkampfvorbereitung als Bestandteil des Trainings. Die Entwicklung eines integrativen psychologischen Trainingsverfahrens zur Optimierung der Handlungskompetenz im Wettkampf“, mit. Des Weiteren führte sie in den 1990er und früheren 2000er Jahren an der Sporthochschule Köln Untersuchungen zur Pausengestaltung in Sportspielen durch. Als Zielsetzung für dieses Projekt war die Entwicklung von „sportartspezifische Konzepten“ ausgegeben worden, um diesbezüglich zu einer „Optimierung des Verhaltens“ zu gelangen beziehungsweise die zu erarbeitenden Konzepte „im praktischen Einsatz im Rahmen von Fortbildungsveranstaltungen der jeweiligen Verbände“ zur Anwendung zu bringen. Ab 1997 wurde Neumann zudem für den Deutschen Basketball Bund in der Aus- und -fortbildung von Trainern tätig, lehrte dabei das Fach Sportpsychologie und beschäftigte sich gleichzeitig im Rahmen eines Forschungsprojektes an der Sporthochschule Köln mit der Ausarbeitung eines sportpsychologischen Ausbildungskonzeptes für die DBB-Trainerschulungen.
2001 wechselte sie ans Bundesinstitut für Sportwissenschaft (BISp) und trat dort die Stelle der Leiterin des Fachgebiets Psychologie an. 2003 legte sie an der Ruhr-Universität Bochum ihre Habilitation (Titel: „Basketball FundaMental Training“) vor und erlangte die Lehrberechtigung im Fach Sportpsychologie. Am BISp stieg Neumann 2005 von der wissenschaftlichen Rätin zur wissenschaftlichen Direktorin auf. Zu den Schwerpunkten ihrer wissenschaftlichen Arbeit zählen insbesondere die Sportpsychologie im durch Übungseinheiten und Wettkämpfe bestimmten sportlichen Alltag, wie etwa eine sportpsychologische Betreuung, darunter psychologische Wettkampfvorbereitung sowie die Sportpsychologie als berufliches Betätigungsfeld im Spitzensport.
Von 2014 bis September 2015 gehörte am Bundesinstitut für Sportwissenschaft zusätzlich die Leitung des Fachbereiches „Wissenschaftliche Beratung“ zu Neumanns Zuständigkeitsbereich. Im September 2015 wurde sie Ständige Vertreterin des BISp-Direktors und verantwortete fortan den Bereich „Forschung und Entwicklung“, beide Ämter hatte sie zuvor bereits vertretungsweise ausgeübt.
Gemäß Einschätzung von Bernd Strauß 2016 anlässlich der Verleihung der Ehrenmitgliedschaft an Neumann durch die Arbeitsgemeinschaft für Sportpsychologie in Deutschland ist sie „als einer der wichtigen Motoren in diesem Jahrtausend für die sehr positive Entwicklung der angewandten Sportpsychologie in Deutschland“ einzuordnen.